# 점토광물

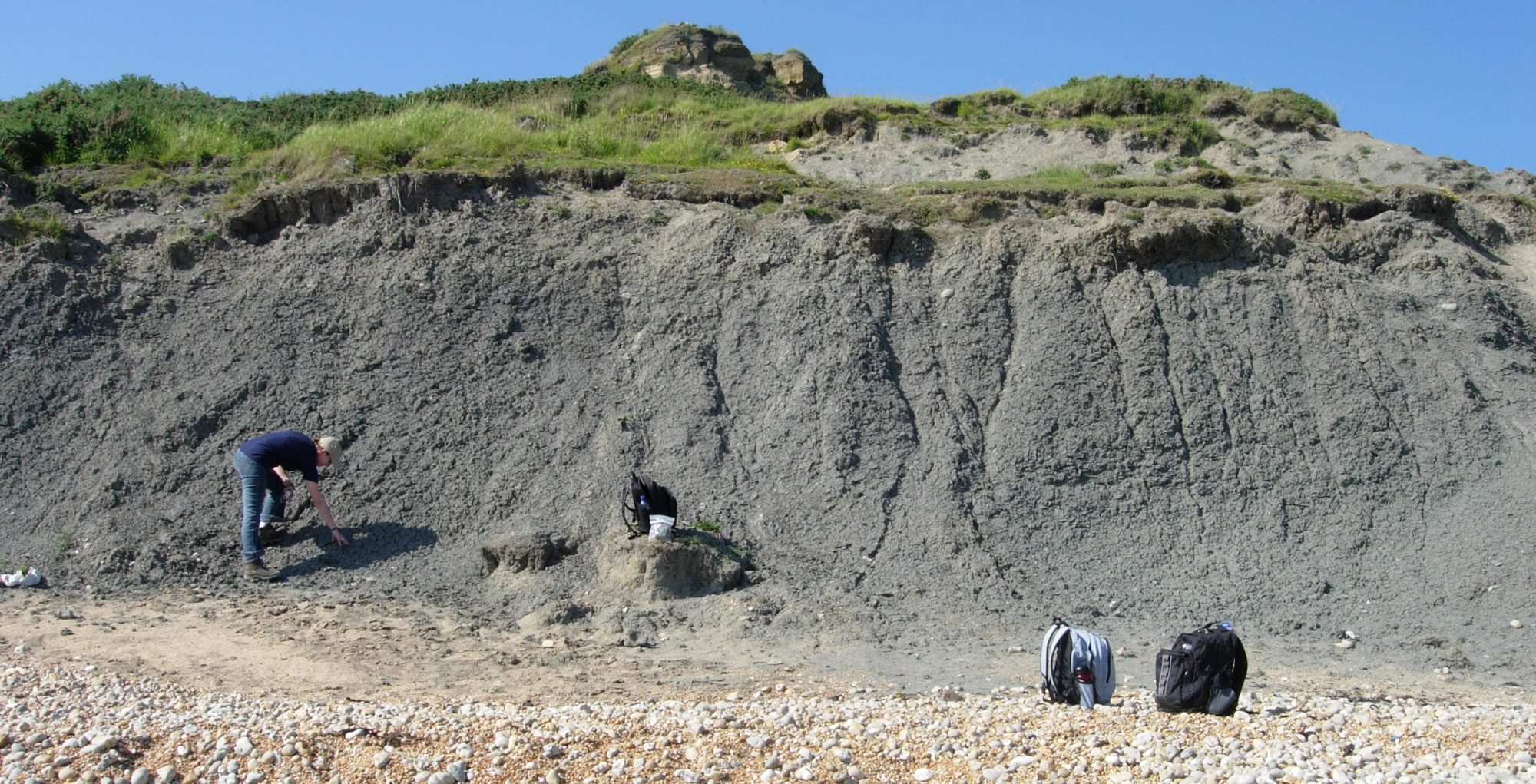
웨이머스의 점토광물

점토광물(粘土鑛物)은 점토를 구성하는 광물의 주성분으로 층상 규산염 광물인 것을 말한다. 방해석, 고회석, 석영 등의 광물도 점토 입경의 경우에는 점토광물이라고 하지만, 일반적으로는 층상 규산염 광물을 점토광물이라고 한다.

## 개요
금속 이온 (알루미늄, 나트륨, 칼슘 등)과 규산이 연결되어 생긴 시트가 층상에 형성되어 있다. 이 시트 사이에 물이나 금속 이온, 경우에 따라서는 유기물까지 쉽게 잡아서 방출하기 때문에 습도 조절과 이온 교환성, 촉매 등 기능성 재료로서 생활 용품을 비롯한 다양한 분야에서 이용되고 있다. 또한 세라믹 소재와 도자기의 원료로 이용되고 있다.

## 점토광물 목록
- 카올리나이트
- 몬모릴로나이트
- 세리사이트
- 일라이트